# Yathabhutajnanadarshana
Yathabhutajnanadarshana (sanskrit, IAST: yathābhūtajñānadarśana) ou Yathābhūtañāṇadassana (pali) est une expression bouddhiste qui signifie: connaissance et vision conformes à la réalité. Ce mot désigne un niveau dans l'évolution du méditant lors de la pratique vipassana. La réalité fait référence aux trois caractéristiques de l'existence. C'est l'une des dix-huit sortes d'inspection.